# Monocentropus lambertoni
Monocentropus lambertoni é uma espécie de aranha pertencente à família Theraphosidae (tarântulas).